# سقانفار صلحدارکلا
سقانفارصلحدار کلا مربوط به دوره قاجار است و در شهرستان بابل، بخش‌بند پی غربی، روستای صلحدار کلا واقع شده و این اثر در تاریخ ۱۱ مرداد ۱۳۸۴ با شمارهٔ ثبت ۱۲۵۵۲ به‌عنوان یکی از آثار ملی ایران به ثبت رسیده است.